# Philippe Baden Powell
Philippe Baden Powell de Aquino (Paris, 15 de abril de 1978) é um pianista, compositor e produtor musical brasileiro nascido na França. Trabalhou junto com seu pai, Baden Powell (violonista e compositor brasileiro), e com seu irmão violonista, Marcel Powell, fazendo shows no Brasil e no exterior.

## Discografia
- (2010) Afro Samba Jazz – A música de Baden Powell (Mario Adnet e Philippe Baden Powell)